# Riana Nel
Riana Nel (n. Windhoek, 9 de noviembre de 1981) es una cantautora namibia asentada en Pretoria.

## Biografía
Su familia ha estado siempre relacionada con la música, su hermana Nianell también es cantante.
Ha compuesto canciones para otros cantantes como Juanita du Plessis.
Es calvinista y muchos de sus temas son de inspiración góspel.
Se casó con Cornel de Beer en 2013 y tienen dos hijos.
Fue juez de The Voice South Africa.

### Discografía
- Oopmond (2001)
- The Cure (2003)
- Someone with skin (2005)
- Collection Set (2006)
- Die Moeite Werd (2011)
- Die Regte Tyd (2014)
- Jy Sal Weet (2016)
- Sterker (2019)